# Kappelen (Haut-Rhin)
Kappelen település Franciaországban, Haut-Rhin megyében. Lakosainak száma 571 fő (2022. január 1.). Kappelen Uffheim, Brinckheim, Michelbach-le-Bas, Ranspach-le-Bas, Stetten és Helfrantzkirch községekkel határos.

## Népesség
A település népességének változása:
| Lakosok száma | 560  | 575  | 602  | 587  | 586  | 585  | 584  | 575  | 571  |
|               | 2013 | 2015 | 2016 | 2017 | 2018 | 2019 | 2020 | 2021 | 2022 |